# Институт Миттаг-Леффлера
Институ́т Ми́ттаг-Ле́ффлера (швед. Institut Mittag-Leffler) — международный математический научно-исследовательский институт, расположенный в Юрсхолме (Djursholm), пригороде Стокгольма (Швеция). Это старейший исследовательский математический институт в мире, он основан в 1916 году. Институт находится в ведении Шведской королевской академии наук, выступающей от имени научно-исследовательских обществ всех скандинавских стран, но деятельность Института в значительной степени автономна.
Главное здание  Института («вилла Миттаг-Леффлера») первоначально принадлежало шведскому математику Магнусу Гёсте Миттаг-Леффлеру, который передал его Институту вместе со своей обширной научной библиотекой, парком и подсобными помещениями. После его смерти (1927) в условиях общего мирового экономического кризиса фонд проекта оказался недостаточен для создания активного научно-исследовательского института, фактически действовала лишь библиотека. Реально Институт начал свою работу только в 1969 году, после назначения руководителем Леннарта Карлесона, который добился финансовой поддержки от фонда Валленберга и страховых компаний.
Перед зданием Института установлен бронзовый бюст Софьи Ковалевской, которую Миттаг-Леффлер некогда пригласил в Стокгольм. В настоящее время (с 2011 года) директор Института и главный редактор журнала Acta Mathematica — Арий Лаптев.

## Деятельность
Уставная цель Института — поддержка международных исследований на высшем уровне по математике. Особое внимание уделяется математическим исследованиям в странах Северной Европы. Институт также осуществляет связь между математиками скандинавских стран и с международным исследовательским сообществом. Основные мероприятия Института включают исследовательские программы, конференции, семинары и летние школы.
Материалы проводимых в Институте исследований публикуются в журналах:
- Acta mathematica
- Arkiv för Matematik[англ.]

Институт регулярно приглашает видных математиков разных стран (преимущественно скандинавских) принять участие в специализированных математических исследованиях продолжительностью год или полгода. Среди наиболее известных приглашённых сотрудников:
- Андре Вейль
- Жан-Кристоф Йоккоз
- Дональд Кнут
- Джордж Люстиг
- Бенуа Мандельброт
- Гюнтер М. Циглер

С начала XX века на вилле Миттаг-Леффлера ежегодно организуется праздничный обед для лауреатов Нобелевской премии.